# ヘビ毒
ヘビ毒 （ヘビどく, snake venom）とは、毒蛇の持つ毒物質の総称。神経毒と出血毒、筋肉毒に大別される。

## 概要
複数のタンパク質で構成され、多くの種では唾液（消化酵素）が毒性のある成分に変化したものが毒腺で分泌され、蛇咬傷で噛んだ対象に流し込まれる。一部の種（ヤマカガシ）では、餌として捕食した動物（ヒキガエル）の毒ブフォトキシンを再利用している。
毒を持つヘビの多くはコブラ科 (Elapidae) 、クサリヘビ科 (Viperidae) 、ナミヘビ科 (Colubridae) に属するヘビで、650種程度が毒蛇でヘビ全体の種類のうちの25%とされている。2003年の調査で、毒を持たないとされていたほとんどのヘビに弱い毒が確認されたことから、毒を持つようになったのは新生代頃と考えられるようになった。
これら毒を持ったヘビの進化の歴史は、2014年頃までは有毒有鱗類仮説のみであった。これは約1億7000万年前に突然変異で生まれた有毒有鱗類から種分化したというものであった。2014年以降は、別々の分化した種が独自に発展された独立起源説が提唱されるようになった。
同じ種の毒でも生息地域により毒成分が異なっていることが報告され、餌が差異の原因となっていると考えられている。
2019年に世界保健機関が発表した推計によれば、世界中で1年間で蛇に噛まれる者は540万人、うちヘビ毒による被害を受ける者は270万人。最終的に死亡する者は81000人-138000人となっている。

## 種類

### 神経毒
主にコブラ科のヘビが持つ毒。毒の作用部位から、4種に分けられる。
動物の神経・筋接合部の神経伝達を攪乱する。アミノ酸数60〜74程度のポリペプチド。
作用：神経伝達を攪乱し、骨格筋を弛緩或いは収縮させ、活動を停止させる。横隔膜が麻痺することで呼吸困難に陥り絶命する。主な成分と作用は、
1. α-ブンガロトキシン(α-bungarotoxin)、(α-neurotoxins)
東南アジア、台湾に分布するアマガサヘビが保有するほか、多くのヘビから類似体が見つかっている。
神経筋接合部のシナプス後膜（筋肉側）のニコチン性アセチルコリン受容体と結合し、アセチルコリンの結合を妨げる[9]。結果、筋肉は弛緩。
2. β-ブンガロトキシン(β-neurotoxins)
ホスホリパーゼA2作用を有することから神経筋接合部の神経側の膜に作用し、アセチルコリン（神経伝達物質）の放出を妨げる[9]。結果、筋肉の収縮を阻害。
3. デンドロトキシン
デンドロトキシン（英語版）は、アフリカのマンバが保有。
神経のカリウムイオンチャネルを阻害。カリウムイオンの神経からの放出を阻害する事で、神経の興奮が元に戻らずアセチルコリンの放出が続く。結果、筋肉の収縮が続く。
4. ファシキュリン
アフリカのマンバやガラガラヘビが保有。
シナプス後膜のアセチルコリンエステラーゼの働きを阻害。受容体に結合したアセチルコリンの分解を妨げ、神経の興奮が継続される。結果、筋肉の収縮が続く。

### 出血毒
血液毒とも呼ばれる。主にクサリヘビ科のヘビが持つ毒。
血液のプロトロンビンを活性化させ、血液を凝固させる。その際に凝固因子を消費する為、逆に血液が止まらなくなる。さらに、血管系の細胞を破壊することで出血させる。血圧降下、体内出血、腎機能障害、多臓器不全等により絶命する。特に腎臓では血栓により急性腎皮質壊死を起す。
ニホンマムシでは、
- ブラジキニンを遊離する酵素：末梢血管の血管拡張を行い血圧を降下させる。
- ホスホリパーゼA2：溶血作用に関与する。
- トロンビン様酵素：細胞膜を溶解する酵素や血液凝固系に作用する。
- アリルアシダーゼ、エンドペプチダーゼ：タンパク質分解酵素で、咬傷部の骨格筋変性に作用する。
- 出血因子：毛細血管に作用し、強力に体内出血を誘発する。

### 筋肉毒
主にクサリヘビ科とコブラ科ウミヘビ亜科が持つ毒。
主要な物質はミオトキシンのみで、またこれ単体のみを持つ毒ヘビは確認されていない（このため広義に出血毒に含めることがある）。
筋肉細胞のDNAにインターカレーションを起こし、核酸の合成を阻害、アポトーシスを引き起こす。全身の筋肉痛やミオグロビン尿を誘発し、多臓器不全や失血性ショック等で絶命する。

## 効果
- タンパク質分解毒は、咬傷部位を含む周囲の細胞を破壊する
- 出血毒は、心臓（心毒性）や血液などの心臓血管系に作用する。
- 神経毒は脳を含む神経系に作用する。
- 細胞毒性は、咬傷部位に局所的に作用する。

## 対策
事前の対策
- ミトリダート法（英語版） - 人間に毒を少量ずつ投与し、毒への耐性を得る方法。毒を摂取して毒の効かない体質になったというポントス王国国王ミトリダテス6世が由来。アメリカのヘビ園開設者ビル・ハースト（英語版）は子供のころからヘビ毒を人為的に投与し、数回致命的なヘビ毒から生き延びて、ヘビに噛まれた人のための抗毒血清を提供し、100歳まで生きた。また、彼に影響を受けた音楽家スティーブ・ラドウィンなども毒を自ら投与し、研究機関と共同で抗毒素の研究を行っている[10]。

噛まれた後の対策及び治療
- 出血毒の場合は、（馬などの異種から作られたことによる）血清投与によるアレルギー反応の治療、呼吸管理、腎機能の管理を行う。
- 噛まれた部位より心臓に近い部分を緩く縛り毒の拡散を遅らせる。縛るものが無ければ、怪我した部位を心臓より低くする[11]。
- 激しい運動を行うと早く毒が回るので、急がない[11]。
- 傷口から毒を吸い出す（道具があればそれを使う。口に傷がない場合は口で吸いだすが傷がある場合は避ける。）[11]。
- 水があれば傷口を洗浄しながら毒を出す[11]。
- セファランチンの投与[12][13]。